# ミカエル・ディレスタム
ミカエル・ディレスタム（フランス語: Mikael Dyrestam、1991年12月10日 - ）は、ギニアとスウェーデンのサッカー選手。元スウェーデン代表、現ギニア代表。ポジションはDF。

## クラブ歴
ヨーテボリに生まれ、IFKヨーテボリの下部組織からトップチームに昇格。2008年から2013年まで在籍したが、2013年夏に契約を解除した。
2014年2月にボルトン・ワンダラーズFCへの移籍が破断し、同じフットボールリーグ・チャンピオンシップに所属するダービー・カウンティFCへの加入が近いとも報じられたが、結局どちらにも加入する事はなかった。翌月、エリテセリエンのオーレスンFKに加入。怪我もあって移籍後初出場は6月12日にまで遅れた。
2016年にエールディヴィジのNECナイメヘンに移籍。
翌年、カルマルFFに移籍し、アルスヴェンスカン復帰。
2019年にギリシャ・スーパーリーグのクサンティFCに移籍した。

## 代表歴
スウェーデンで生まれたが、ルーツはギニアにもあるため、両方の代表を選択できた。
年代別代表ではスウェーデンを選択し、U-19代表、U-21代表として出場した。2012年1月18日にバーレーン代表との親善試合に出場し、スウェーデン代表初出場となった。
しかし、親善試合であったため、依然としてギニア代表を選択する権利も残っており、2019年6月7日に行われたガンビア代表との親善試合にギニア代表として出場。同年6月にアフリカネイションズカップ2019のメンバーに選ばれたため、ギニア代表を選択した事となった。

## 家族
父がスウェーデン人で母がギニア人。弟のパトリック・ディレスタムもサッカー選手。